# C/1975 N1 Kobayashi-Berger-Milon
C/1975 N1 (Kobayashi-Berger-Milon) è una cometa non periodica che ha raggiunto una luminosità sufficiente per divenire visibile ad occhio nudo.